# Monte Imertivap

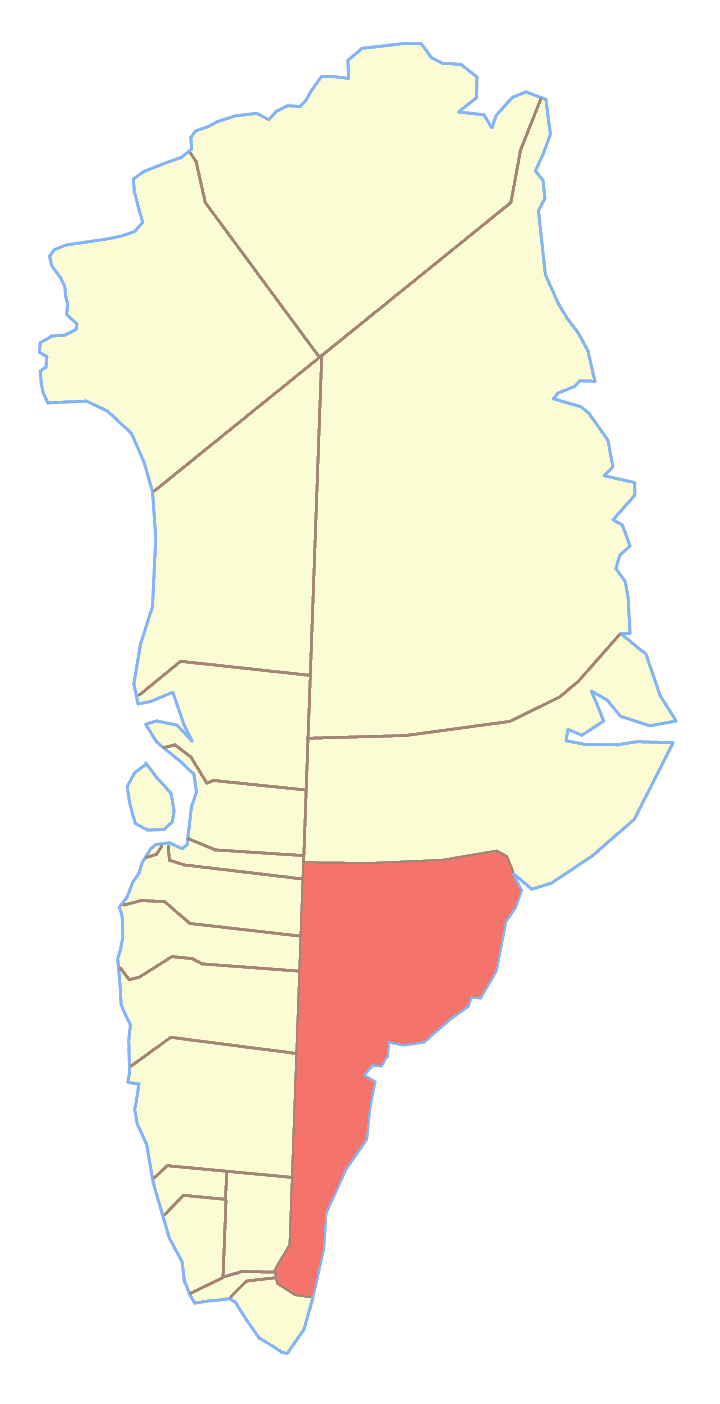
Ex comune di Ammassalik, dove si trovava il Monte Imertivap

Il monte Imertivap (groenlandese Imertivap Qaqqartivaa, danese Sofias Fjeld) è una montagna della Groenlandia di 1010 m. Si trova a 65°42'N 37°35'O; appartiene al comune di Sermersooq.